# باش حزاب

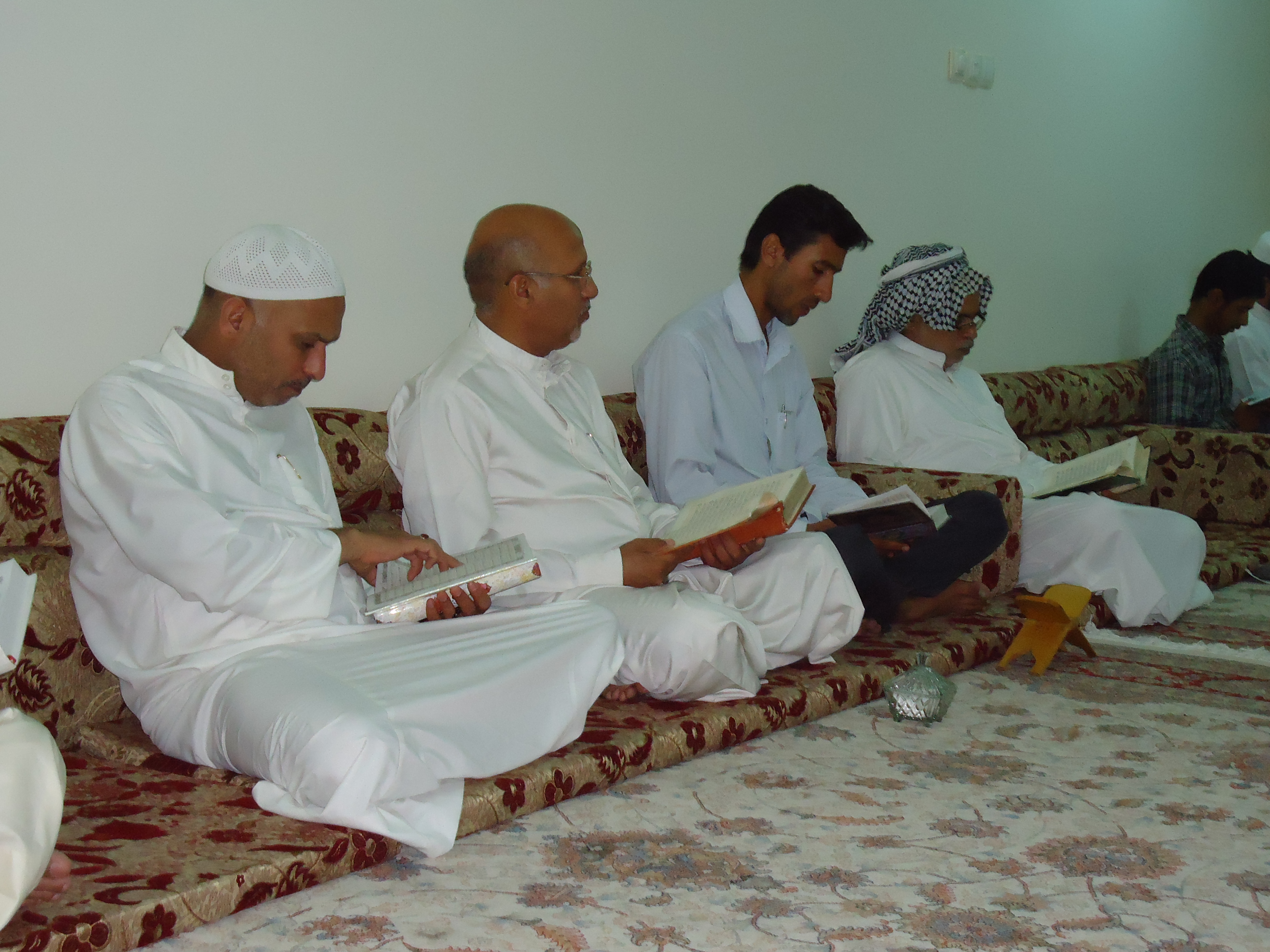
قراءة جماعية للقرآن الكريم

الْبَاشْ حَزَّابْ هو القائم على الحزابين في المساجد والزوايا في الجزائر وفق المرجعية الدينية الجزائرية تحت إشراف وزارة الشؤون الدينية والأوقاف الجزائرية.

## التاريخ
تضم المساجد في الجزائر العديد من «الحزابين» الذين يُشرف عليهم «الْبَاشْ حَزَّابْ» مع الموظفين الآخرين الساهرين على عمارتها.
وكان مسجد سيدي رمضان في قصبة الجزائر يضم «بَاشْ حَزَّابْ» يُشرف على خمسة «حزابين».

## الخصائص

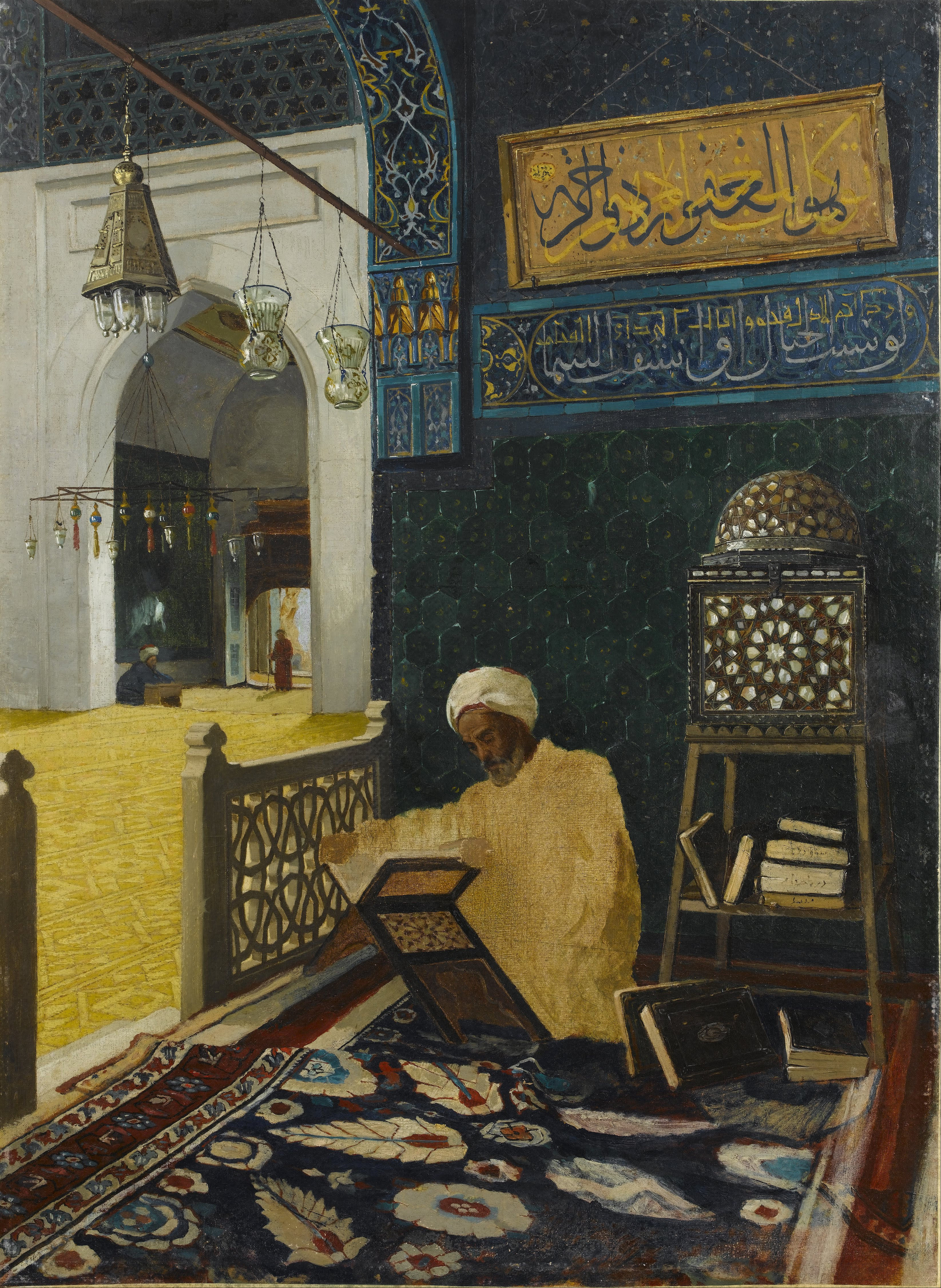
قارئ قرآن

يجب أن يكون «الْبَاشْ حَزَّابْ» من الحافظين للقرآن الكريم كلملا برواية ورش عن نافع.
وشرط حفظ القرآن كاملا مرده إلى أنه لا يستوي أن يُشرف على العديد من الحزابين ويقرأ من المصحف وهو يُسَيِّرُ النفر من القراء ويوجههم في نفس الوقت.
ويَحْسُنُ أن يكون حائزا على إجازة قرآنية من جهة معتمدة كزاوية أو معهد إسلامي لإثبات جدارته بالمنصب والمسؤولية الدينية، وذلك بحكم أنه كان حزابا قبل أن تتم ترقيته إلى «بَاشْ حَزَّابْ».
ويجب أن يمتلك طبقة صوتية جَهُورية تسمح له بالهيمنة الصوتية على مُجمل الحزابين والقراء أثناء تلاوة الحزب الراتب.
ذلك أن مقامات القراءة لدى «الْبَاشْ حَزَّابِ» تجعل يبسط قدوته على الحزابين ليجعل حلقته جذابة يقصدها العشرات وحتى المئات من المصلين من أجل المشاركة اليومية في تلاوة الحزب الراتب.
وحسب درجة المهارة والانضباط وجاذبية الصوت والأداء، يستطيع «الْبَاشْ حَزَّابُ» الارتقاء إلى مرتبة «مؤذن» في المساجد الكبيرة التي تضم العديد من «الْحَزَّابِينَ».

## المهام
يسهر «الْبَاشْ حَزَّابْ» على العديد من النشاطات والمهام مع الحزابين الذين يعملون معه، وذلك يوميا أو مناسباتيا أو سنويا.

### الحزب الراتب
يقوم «الْبَاشْ حَزَّابْ» بتوجيه الحزابين لتحضير مصاحف القرآن الكريم برواية ورش عن نافع بالعدد الكافي قبل موعد بدء الحزب الراتب.
ذلك أنه إذا كان المسجد يعمل فيه العديد من «الحزابين»، فإن مسؤولهم المسمى «بَاشْ حَزَّابْ» يقوم بتوزيع المهام بينهم دوريا وتخصصيا.
فيقوم «الْحَزَّابُ» بوضع شريط أوعلامة على الصفحة من كل مصحف أين سيبدأ القراء تلاوة الحزب الراتب من حيث أنهوا تلاوتهم الجماعية السابقة.[بحاجة لمصدر]
ويتحلق «الْبَاشْ حَزَّابُ» مع الحزابين عند المحراب قبل حوالي نصف ساعة من أذان صلاة الظهر أو صلاة العصر من أجل دعوة القراء إلى لم شملهم لبدء الحزب الراتب.
ويمكن للحزابين أن يضعوا المصاحف بجانبهم ليوزعوها على القراء القادمين للتحلق حول المحراب.
ثم يوضع ميكروفون أمام «الْبَاشْ حَزَّابْ» وميكروفونات أخرى في جوانب حلقة الحزب الراتب من أجل إسماع الصوت الجماعي في كل أرجاء المسجد أثناء التلاوة.
ومباشرة بعد صلاة المغرب والتسبيح والدعاء وبعض النوافل، يجلس «الْبَاشْ حَزَّابُ» مع الحزابين قرب المحراب مع القراء من أجل الشروع في التلاوة الجماعية.

#### الدعاء بعد الحزب الراتب

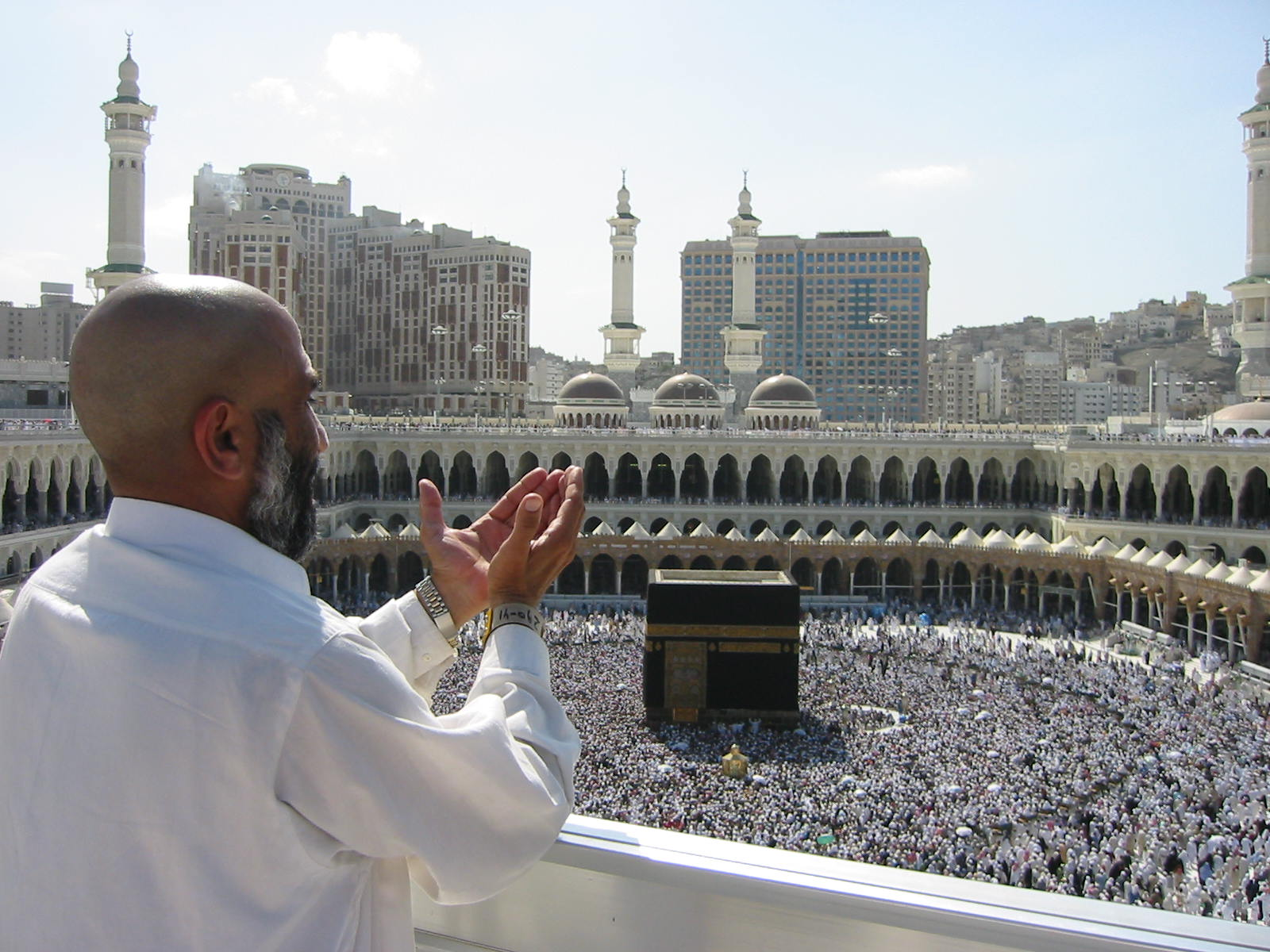
دعاء

يتم ترديد «الصلاة اللطيفية» التي هي «دعاء الختم الجماعي» بعد الحزب الراتب من طرف «الْبَاشْ حَزَّابْ» مع الحزابين، مع رفع اليدين في الدعاء، وذلك اقتباسا من قصيدة «الشيخ محمد بن الشاهد الجزائري»، مفتي الجزائر المتوفي عام 1792م.
1. ألا يا لطيفُ يا لطيفُ لكَ اللطفُ *** فـأنـت الـلـطـيـف ومـنك يشملُنا اللطف
2. لطيف لطيف إنني متوسلٌ *** بـلـطـفـك فـالـطـف بـي وقد نزل اللطف
3. بلطفك عُذنا يا لطيفُ وها نحنُ *** دخلنا في وسط اللطف وانسدل اللطف
4. نجونا بلطف الله ذي اللطف إنّهُ *** لـطـيـف لـطـيـف لـطـفُـهُ دائـــمُ اللـطف
5. تدارَكنا باللطف الخفيّ يا ذا العطا *** فـأنـت الـذي تـشـفـي وأنت الذي تعفوُ
6. أغثنا أغثنا يا لطيفاً بخلقهِ *** إذا نــزل الـــقــضــاءُ يــتــبَـعُـهُ الـلـطـف
7. بجاه إمام المُرْسلين مُحمدٍ *** فــلــولاهُ عــيــنُ اللـطـف ما نزل اللطف[8]
8. عليه صلاة اللهِ ما قال قائل *** ألاَ يَـا لَـطـيـفُ يَـا لَـطِـيـفُ لَــكَ الـلُّـطـفُ
9. عليه صلاةُ اللهِ مَا قال مُنشدٌ *** ألاَ يَا لَطيفُ يَا لَطِيفُ لَكَ اللُّطفُ
10. عليه صلاة اللهِ مَا قال شاعرٌ *** ألاَ يَا لَطيفُ يَا لَطِيفُ لَكَ اللُّطفُ
11. أيا مؤمنُ أمّن بأمنِكَ خوفنا *** وأمّن بلادا نحن فيها من الخوفِ
12. أيا مؤمنُ أمّن بأمنك خوفنا *** وأمّن بلادا نحن فيها من الضرِّ
13. أيا مؤمنُ أمّن بأمنك خوفنا *** وأمّن بلاد المسلمينَ من الشرِّ[9]

#### فيديوهات الدعاء بعد الحزب الراتب
1. دعاء "الصلاة اللطيفية" بعد الحزب الراتب على يوتيوب
2. دعاء "الصلاة اللطيفية" بعد الحزب الراتب على يوتيوب

### السَّلْكَة
يُشرف «الْبَاشْ حَزَّابْ» على تنظيم «السَّلْكَة» التي هي التلاوة الجماعية لمجمل 60 حزبا من القرآن الكريم كاملا في المساجد والزوايا وأماكن ومناسبات أخرى، مستعينا في ذلك بالحزابين.

#### السَّلْكَة النهارية من الشروق إلى المغرب

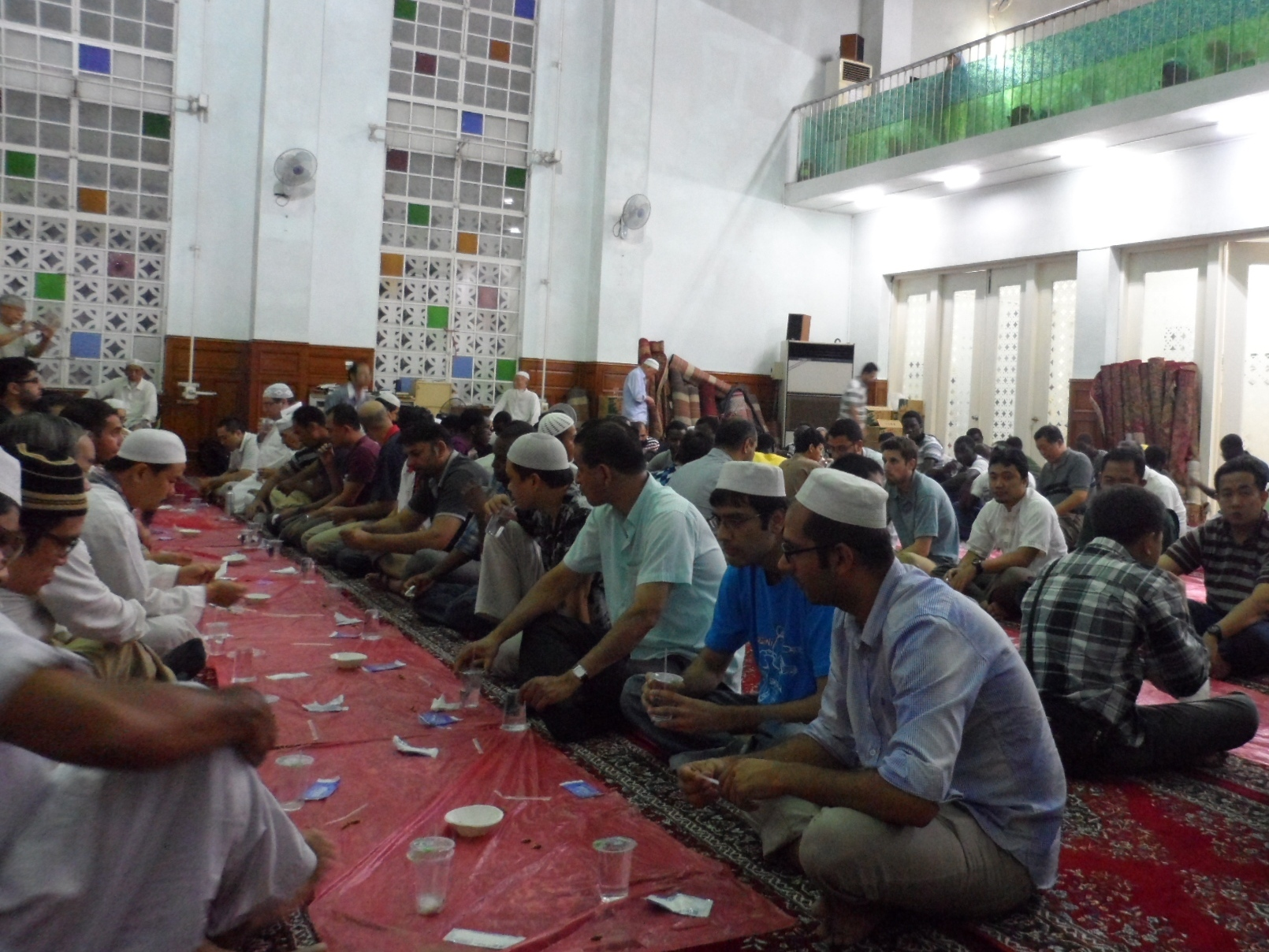
اجتماع المصلين في المسجد

يقوم «الْبَاشْ حَزَّابْ» مع الحزابين بالشروع في «السَّلْكَة النهارية» أو «التلاوة الجماعية لمجمل 60 حزبا من القرآن الكريم» كاملا، وذلك ابتداء من «شروق الشمس» إلى غاية «غروب الشمس» و«صلاة المغرب».
وإذا كانت مدة نهار اليوم متغيرة ما بين الشتاء والصيف، فإن متوسط تلاوة القرآن هو بمقدار 5 أحزاب في نهار الصيف القصير و7 أحزاب في نهار الشتاء القصير.
ومن شروط نجاح تنظيم «السَّلْكَة النهارية» أن يكون وقت النوم أثناء الليلة السابقة كافيا بالنسبة للمشاركين ليستطيعوا الصبر والاحتمال طول النهار وهم يتلون جماعيا كتاب الله برواية ورش عن نافع.
كما أن التقلل من تناول الطعام وشرب السوائل في الليلة الماضية يجب أن يتم الانضباط به لتفادي التردد المتكرر على دورة الماء أثناء التلاوة الجماعية لتفادي الانقطاع في الاستفادة والتبرك بهذه الختمة القرآنية.
فينطلق «الْبَاشْ حَزَّابْ» مع الحزابين بعد صلاة الصبح في التحضير للختم الجماعي للقرآن الكريم في انتظار قدوم القراء وحفظة القرآن من المساجد الأخرى والأماكن البعيدة ليلتئم الشمل مع شروق الشمس.
ذلك أن الحرص على عدم الإخلال الجماعي بأحكام التجويد والترتيل والتغني بالقرآن هو من أهم خصائص «السَّلْكَة النهارية»، وهذا المقصد يقتضي إشعار المعنيين بهذه المناسبة قبل موعدها بمدة كافية وتذكيرهم المتواصل وانتظار قدومهم لانطلاق الختمة النهارية في أبهى حُلة.
ويتناوب على قيادة جوقة السَّلْكَة النهارية العديد من الحزابين تحت إشراف «الْبَاشْ حَزَّابْ» من أجل الحفاظ على حيوية التلاوة الجماعية، لأن هذه المجموعة الصوتية المسجدية يخضع تسييرها لنفس تقنيات قيادة الفرق الصوتية أين يمثل «الْبَاشْ حَزَّابْ» وظيفة مخرج فني.
ويتم تناول بعض الأطعمة الخفيفة أثناء النهار من لبن وتمر قصد التقوي على مواصلة الترتيل الجماعي دون إجهاد وإرهاق كبيرين.
وأثناء الحفاظ على مراتب التلاوة الجماعية، يقوم القراء بأداء صلاة الضحى وصلاة الظهر وصلاة العصر وأخيرا صلاة المغرب قبل الاحتفال بختم «السَّلْكَة النهارية».
ثم يتم تناول وجبة العشاء بعد ذلك جماعيا ليتفرق القراء عائدين إلى مضاربهم القريبة والبعيدة بعد التلاوة الكاملة للقرآن الكريم من سورة الفاتحة إلى غاية سورة الناس.

#### فيديوهات السَّلْكَة النهارية من الشروق إلى المغرب

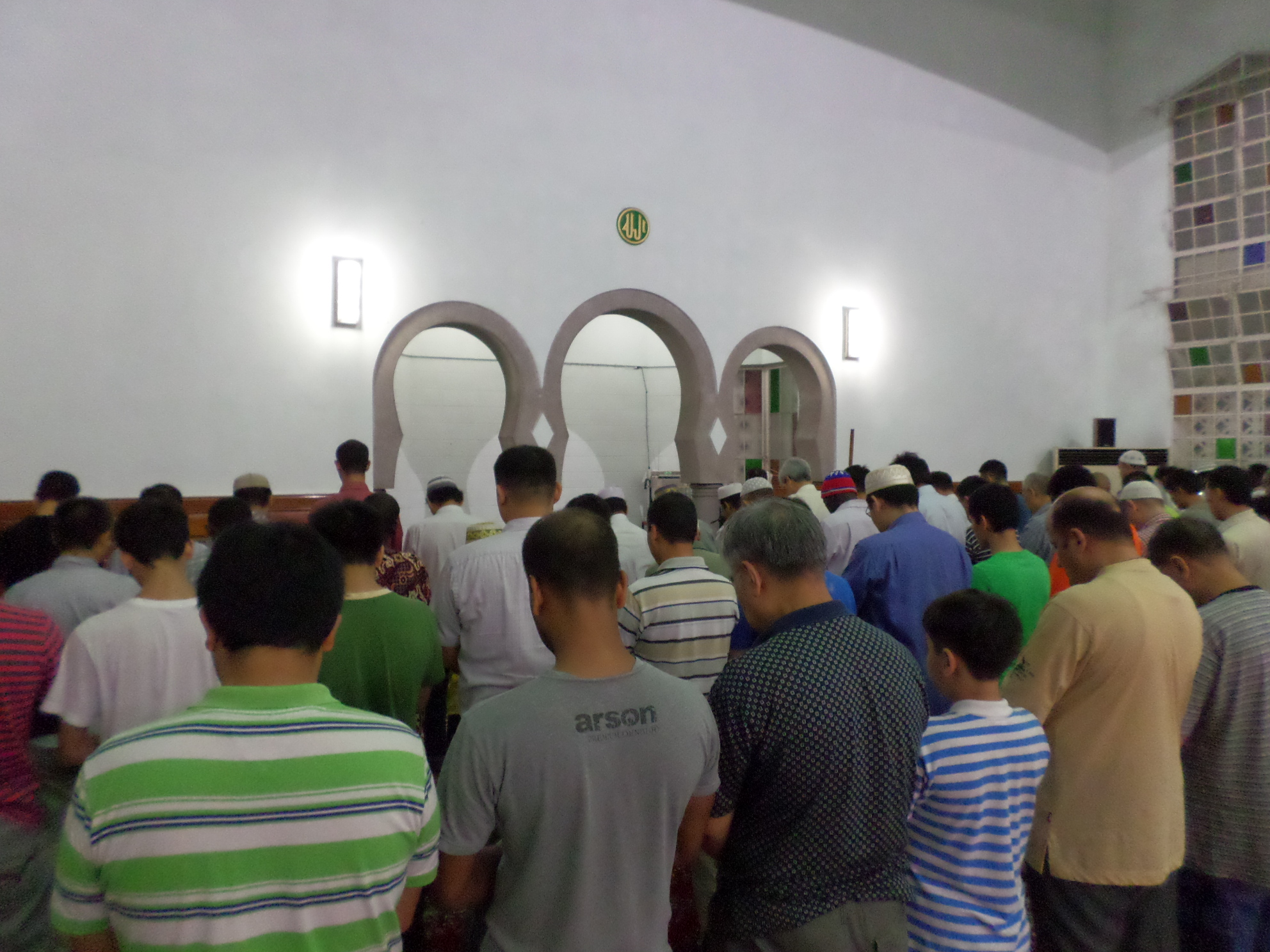
صلاة ليلية في المسجد

1. تلاوة السَّلْكَة النهارية من الشروق إلى المغرب في زاوية سيدي عمر أوقروت على يوتيوب
2. تلاوة السَّلْكَة النهارية من الشروق إلى المغرب في زاوية تازليزة على يوتيوب
3. دعاء بدء السَّلْكَة النهارية من الشروق إلى المغرب في الجامع الكبير على يوتيوب
4. دعاء ختم السَّلْكَة النهارية من الشروق إلى المغرب في زاوية زلفانة على يوتيوب
5. دعاء ختم السَّلْكَة النهارية من الشروق إلى المغرب في الزاوية الحبيبية على يوتيوب

#### السَّلْكَة الليلية من العصر إلى الفجر
يقوم «الْبَاشْ حَزَّابْ» مع الحزابين بالشروع في «السَّلْكَة الليلية» أو «التلاوة الجماعية لمجمل 60 حزبا من القرآن الكريم» كاملا، وذلك ابتداء من «صلاة العصر» إلى غاية «صلاة الفجر» من اليوم الموالي.
وعادة ما يتم اختيار يوم الخميس لتنظيم «السَّلْكَة الليلية» من أجل جمع العديد من الخصال المتمثلة في صيام يوم الخميس ثم إفطار الصائم ثم نيل بركة ليلة الجمعة ثم قراء سورة الكهف في صبيحة يوم الجمعة بعد ختم القرآن الكريم.
وإذا كانت مدة ليل اليوم متغيرة ما بين الشتاء والصيف، فإن متوسط تلاوة القرآن هو بمقدار 7 أحزاب في ليل الصيف القصير و5 أحزاب في ليل الشتاء الطويل.

#### فيديوهات السَّلْكَة الليلية من العصر إلى الفجر
1. بدء تلاوة السَّلْكَة الليلية من العصر إلى الفجر في زاوية بني مهلال على يوتيوب
2. تلاوة السَّلْكَة الليلية من العصر إلى الفجر في زاوية سيدي سليمان بن أبي سماحة على يوتيوب
3. تلاوة السَّلْكَة الليلية من العصر إلى الفجر في زاوية سيدي محمد بلكبير على يوتيوب
4. تلاوة السَّلْكَة الليلية من العصر إلى الفجر: سورة يوسف على يوتيوب
5. دعاء ختم السَّلْكَة الليلية من العصر إلى الفجر في زاوية بلحمادي بالمطارفة على يوتيوب

### التكبير قبل صلاة العيد

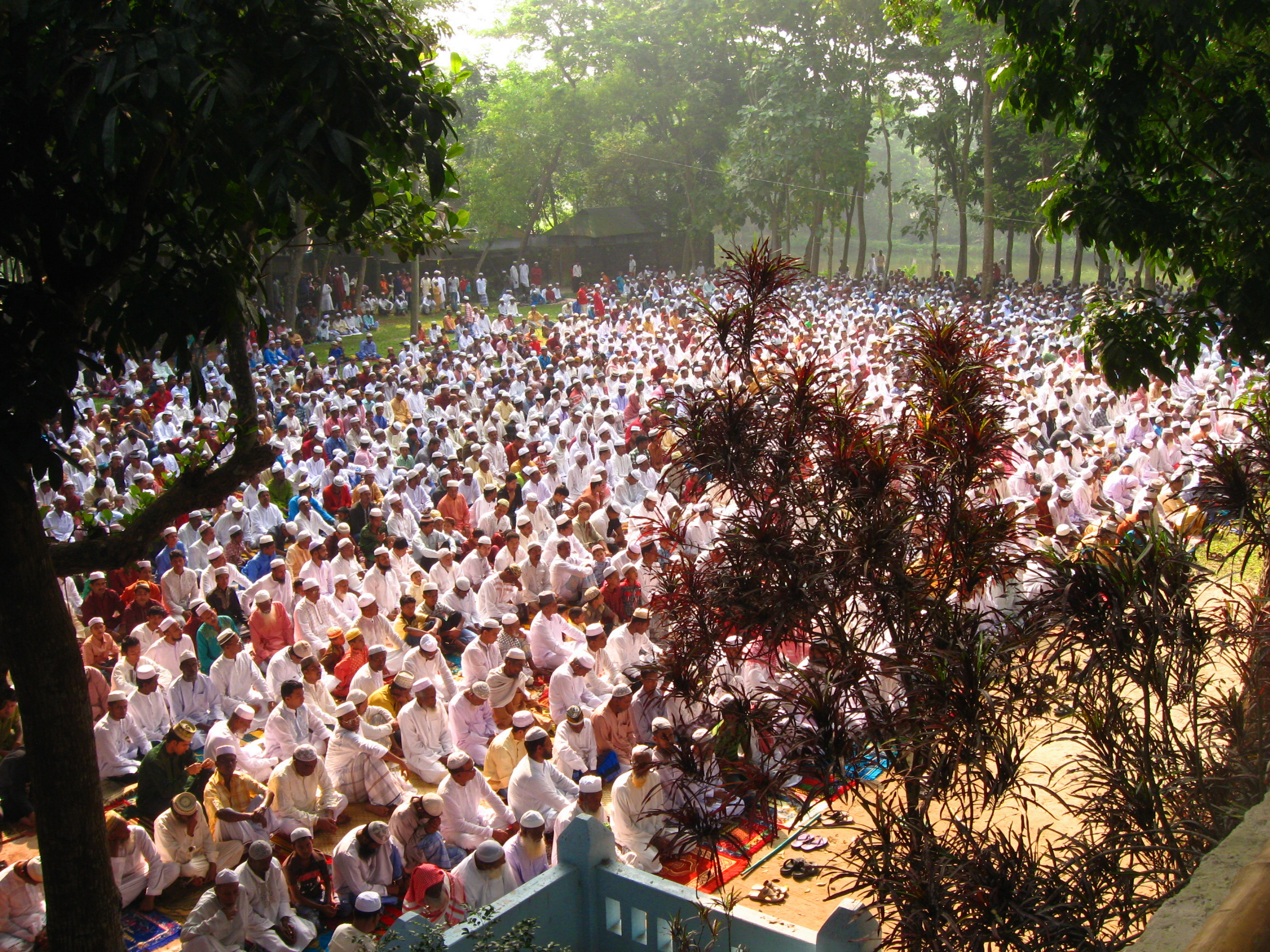
صلاة العيد في فضاء مفتوح

يُشرف «الْبَاشْ حَزَّابْ» على تنظيم «التكبير الجماعي» في صبيحة عيد الفطر وعيد الأضحى قبل صلاة العيدين في المساجد والزوايا والساحات العامة، مستعينا في ذلك بالحزابين.
وينطلق «التكبير الجماعي» مباشرة بعد صلاة الفجر ليستمر إلى غاية شروق الشمس حين يحين موعد صلاة عيد الفطر أو عيد الأضحى.
وتُستخدم مكبرات الصوت الخارجية للمسجد من أجل تسميع الناس في الخارج بهذا التكبير وحثهم على الالتحاق المبكر بالذاكرين قبل أداء صلاة العيد.
ويأتي هذا التكبير الجماعي في المرجعية الدينية الجزائرية وفق صيغة محددة ومعينة.

#### فيديوهات التكبير قبل صلاة العيد
1. التكبير قبل صلاة العيد في الجامع الكبير على يوتيوب
2. التكبير قبل صلاة العيد في مسجد سيدي الشيخ مخادمة على يوتيوب
3. التكبير قبل صلاة العيد في الجنوب الجزائري على يوتيوب
4. التكبير قبل صلاة العيد في مسجد الهداية على يوتيوب
5. التكبير قبل صلاة العيد في المسجد العتيق على يوتيوب

### جلسات الذكر الجماعي
يُشرف «الْبَاشْ حَزَّابْ» على تنظيم «جلسات الذكر الجماعي» في المساجد والزوايا والبيوت مع الحزابين والمصلين، وذلك في غير أوقات «الحزب الراتب» و«السَّلْكَة».
ويُعتبر هذا النشاط داخلا في إعمار المساجد بالروحانيات عبر تزويدها بسُبْحَات التي يستعملها المصلون والمعتكفون والذاكرون أثناء النطق بالشهادتين والتسبيح والحمدلة وكلمة التوحيد والتكبير والاستغفار والحوقلة والتوكل والاسترجاع والصلاة على النبي محمد -صلى الله عليه وسلم- وغيرها من الأذكار.
﴿لَقَدْ كَانَ لَكُمْ فِي رَسُولِ اللَّهِ أُسْوَةٌ حَسَنَةٌ لِمَنْ كَانَ يَرْجُو اللَّهَ وَالْيَوْمَ الْآخِرَ وَذَكَرَ اللَّهَ كَثِيرًا ۝٢١﴾ (سورة الأحزاب)
(وَالذَّاكِرِينَ اللَّهَ كَثِيرًا وَالذَّاكِرَاتِ أَعَدَّ اللَّهُ لَهُمْ مَغْفِرَةً وَأَجْرًا عَظِيمًا) (الآية: 35) (سورة الأحزاب)
﴿يَا أَيُّهَا الَّذِينَ آمَنُوا اذْكُرُوا اللَّهَ ذِكْرًا كَثِيرًا ۝٤١ وَسَبِّحُوهُ بُكْرَةً وَأَصِيلًا ۝٤٢ هُوَ الَّذِي يُصَلِّي عَلَيْكُمْ وَمَلَائِكَتُهُ لِيُخْرِجَكُمْ مِنَ الظُّلُمَاتِ إِلَى النُّورِ وَكَانَ بِالْمُؤْمِنِينَ رَحِيمًا ۝٤٣﴾ (سورة الأحزاب)
ولتحقيق «كثرة الذكر»، فإن «الْبَاشْ حَزَّابْ» يحرص على تجاوز «300 مرة» من تكرار كل صنف من أصناف الأذكار المأثورة والمطلقة.
﴿وَلَبِثُوا فِي كَهْفِهِمْ ثَلَاثَ مِائَةٍ سِنِينَ وَازْدَادُوا تِسْعًا ۝٢٥﴾ (سورة الكهف)

### فرقة المديح الديني

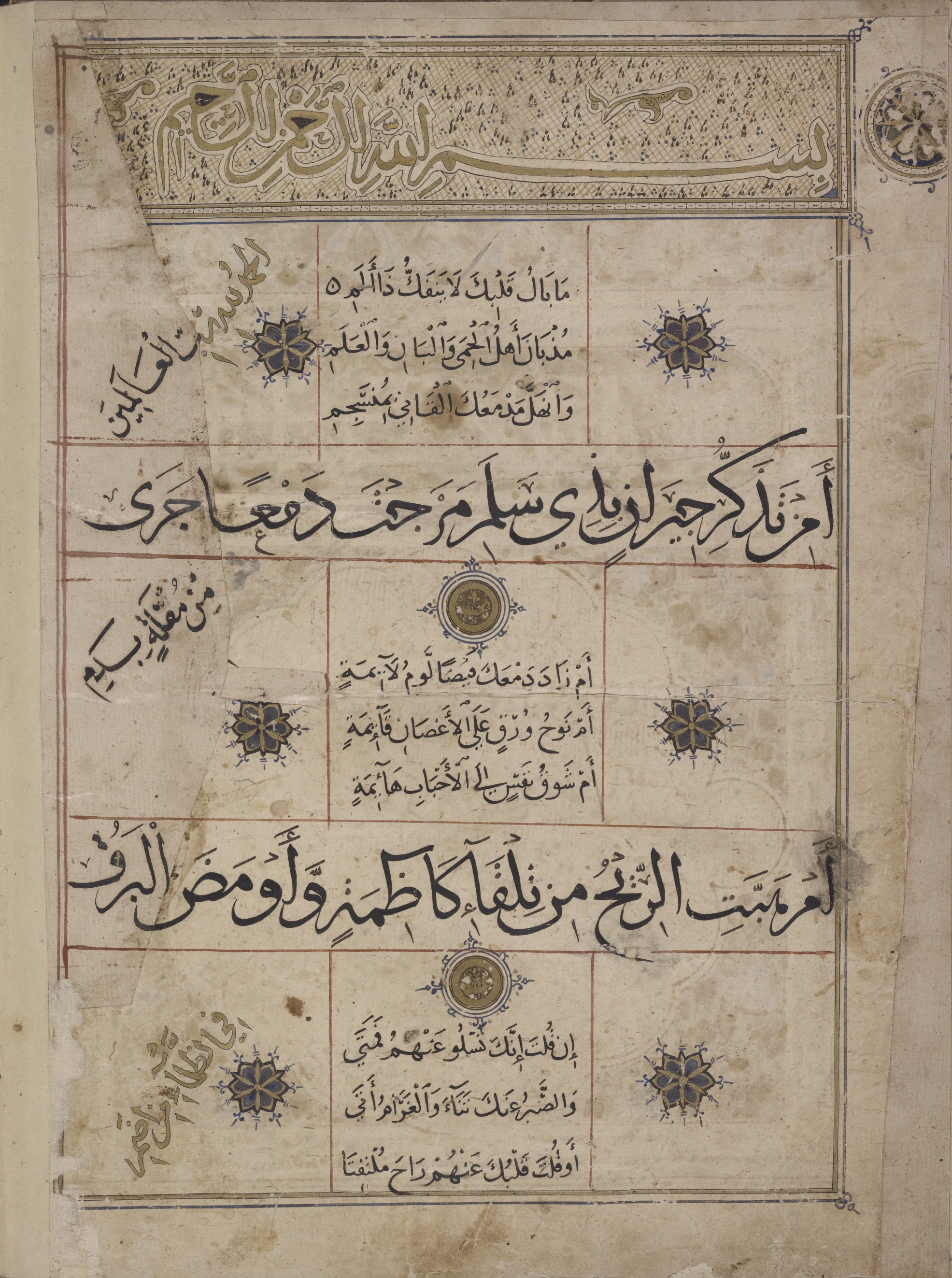
الأبيات الأولى من قصيدة البردة للبوصيري

يُشرف «الْبَاشْ حَزَّابْ» على إنشاء وتعهد «فرقة المديح الديني» في المساجد والزوايا والساحات العامة، مستعينا في ذلك بالحزابين.
ويتم اختيار عناصر «فرقة الإنشاد الديني» من بين الحزابين والقراء المداومين على حلقات الحزب الراتب من ذوي الأصوات الشجية والحفظ المتمكن.
ذلك أن مناسبات المولد النبوي والإسراء والمعراج وليلة القدر تحتاج دوريا لتحضير برنامج من الإنشاد الديني لإحيائها بما تستأهله من التقدير.
كما يتم تدريب عناصر هذه الفرقة على تقنيات السماع الصوفي من خلال تحفيظهم المتون المختلفة ليتم أداؤها بنشيد مَليح.
وتُعتبر مُتُونُ المديح النبوي من أهم محفوظات هذه «الفرقة المسجدية» التي يُشرف عليها «الْبَاشْ حَزَّابْ»، ومن بينها قصيدة البردة للبوصيري.

#### فيديوهات قصيدة البردة للبوصيري
1. قصيدة البردة للبوصيري: فرقة البهاء على يوتيوب
2. قصيدة البردة للبوصيري: أحمد ويوسف المزرزع على يوتيوب
3. قصيدة البردة للبوصيري: مسجد عبد الحميد بن باديس على يوتيوب
4. قصيدة البردة للبوصيري: الزاوية الحبيبية على يوتيوب
5. قصيدة البردة للبوصيري: فرقة الكوثر على يوتيوب

## فيديوهات تلاوة جماعية جزائرية
- سورة الكهف: تلاوة جماعية جزائرية برواية ورش عن نافع على يوتيوب
- سورة مريم: تلاوة جماعية جزائرية برواية ورش عن نافع على يوتيوب
- سورة طه: تلاوة جماعية جزائرية برواية ورش عن نافع على يوتيوب
- سورة الأنبياء: تلاوة جماعية جزائرية برواية ورش عن نافع على يوتيوب